# Vågsskjeret
Vågsskjeret, est une île dans le landskap Sunnhordland du comté de Vestland. Elle appartient administrativement à Lindås.

## Géographie
Rocheuse et désertique, à fleur d'eau, elle s'étend sur environ 137 m de longueur pour une largeur approximative maximale de 47 m. 